# Хорватський націоналізм
Хорватський націоналізм — форма націоналізму, яка сприяє культурній єдності хорватів.

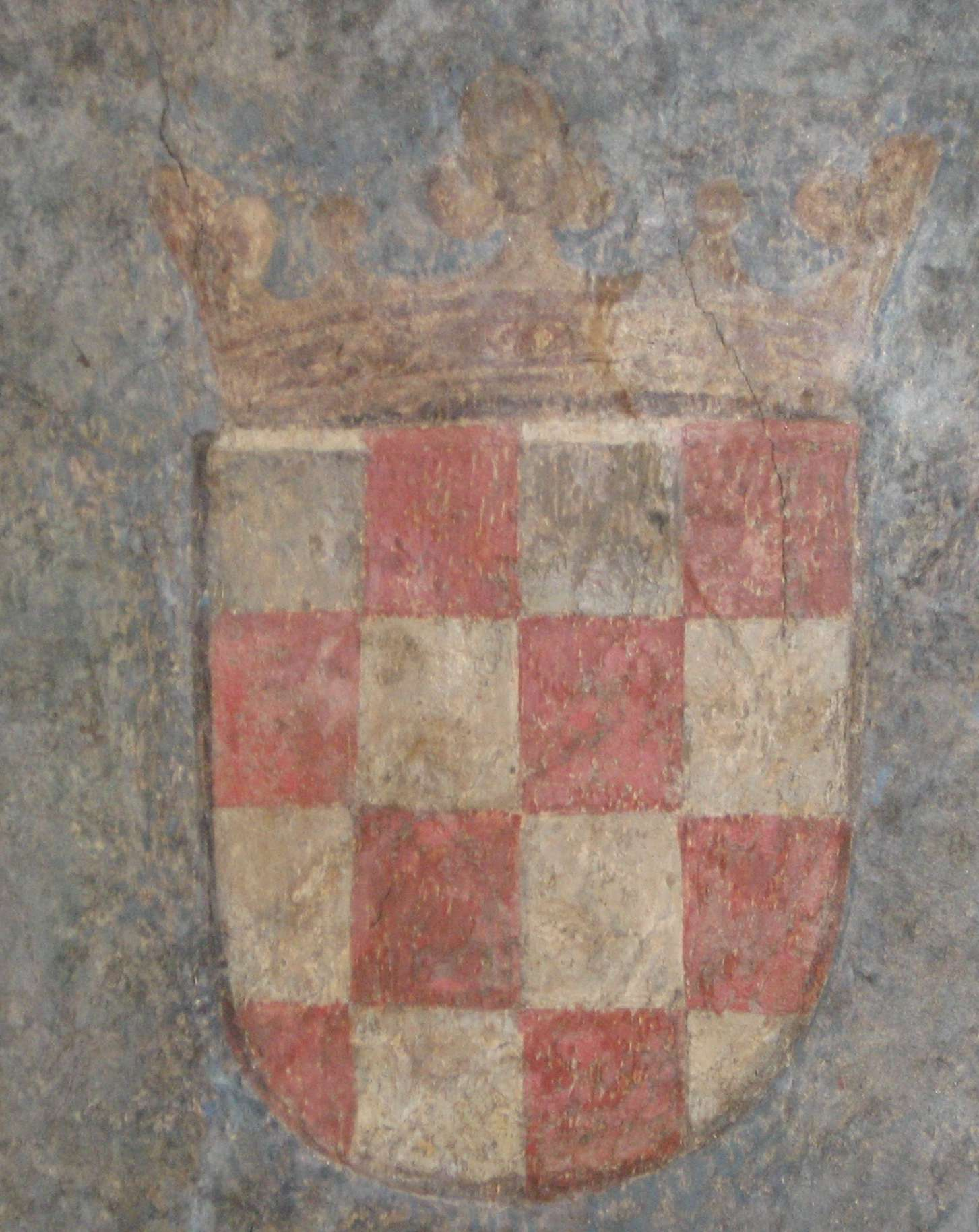
Рання версія герба Хорватії

Колишній прапор Хорватії, головний символ хорватських націоналістів

Сучасний хорватський націоналізм вперше виник у ХІХ столітті після посилення тиску у формі мадяризації, і став активним після квітневих законів, які ігнорували хорватську автономію за часів Угорського королівства. Ґрунтувався на двох основних ідеях: історичному державному праві, заснованому на спадкоємності із середньовічною хорватською державою, та ідентичності, яка є пов'язана із слов'янами.
Після заснування Югославії 1918 року, відповідно до сербських націоналістичних бажань забезпечити так звану «єдність сербів», конституцією Югославії 1921 року було запроваджено високоцентралізовану державу, що викликало обурення серед хорватів та інших народів Югославії. Хорват із Далмації та головний югославський лідер часів Першої світової війни Анте Трумбич засудив конституцію Югославії 1921 року за встановлення сербської гегемонії у Югославії всупереч інтересам хорватів та інших народів Югославії. Хорватські націоналісти виступали проти централізованої держави з сербськими націоналістами, і вимагали автономії Хорватії у складі Югославії. Вимога хорватських націоналістів щодо автономної Хорватії у складі Югославії була прийнята югославським урядом в Угоді Цветковича-Мачека 1939 року. Угода викликала обурення сербських націоналістів, які виступали проти угоди на тій підставі, що вона послаблює «єдність сербів» у Югославії, який стверджує своє значення у Югославії з гаслом «Сильна Сербія». Угода також розлютила боснійців (тоді ще відомих як югославські мусульмани), включаючи Югославську мусульманську організацію (ОМУ).
Хорватський націоналізм потім став значною мірою бездіяльним, за винятком Хорватської весни, розпаду Югославії та Хорватської війни за незалежність. У своїй більш крайній формі хорватський націоналізм уособлюється прагненням до встановлення великої хорватської держави, ідеалізація селянських та патріархальних цінностей, а також антисербські настрої.

## Партії

### Поточні
- Хорватська демократична співдружність Боснії і Герцеговини (1990 — донині)
- Хорватська партія права (1990 — донині)
- Партія прав Боснії і Герцеговини 1861 (1990 — донині)
- Хорватська чиста партія прав (1992 — донині)
- Хорватська селянська партія Боснії і Герцеговини (1993 — донині)
- Хорватська партія прав Боснії та Герцеговини (2004 — донині)
- Партія хорватського права (2004 — донині)
- Автентична хорватська партія (2005 — донині)
- Хорватський демократичний союз (2006 — донині)
- Тільки Хорватія - Рух за Хорватію (2007 — донині)
- Незалежна Хорватія (2017 — донині)
- Рух за Батьківщину (2020 — донині)

### Історичні
- Хорватський народний союз (1910—2010)
- Хорватське відродження (2002—2011)
- Хорватський блок (2002—2009)
- Хорватська коаліція (2010—2011)

## Постаті
- Анте Старчевич
- Йосип Франк
- Степан Радич
- Анте Павелич
- Андрія Хебранґ
- Дідо Кватерник
- Франьо Туджман